# Mercury Cyclone
La Cyclone è un'autovettura appartenente alla categoria delle muscle car che fu prodotta dalla Mercury dal 1968 al 1971.

## Storia

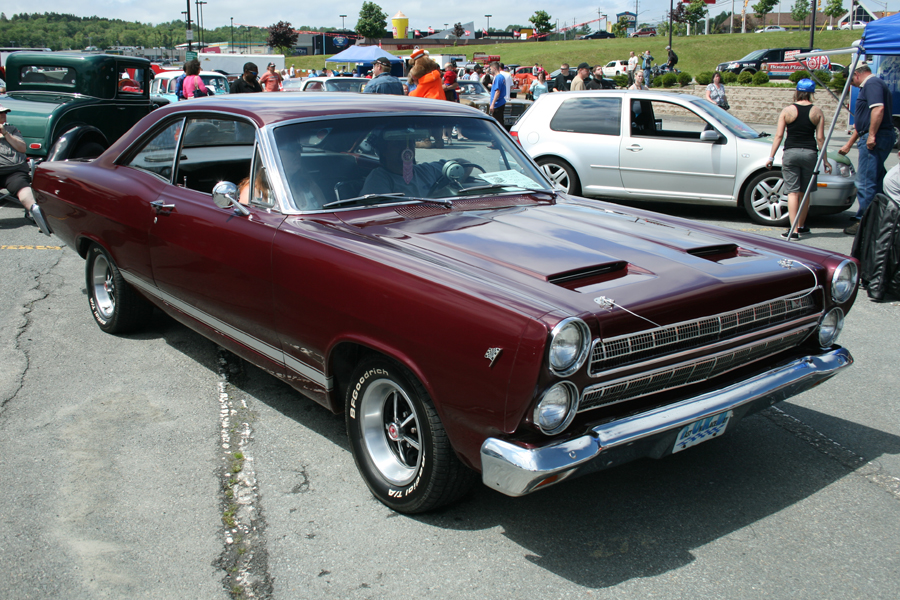
Una Comet Cyclone GT del 1964

Il nome "Cyclone" è stato applicato per la prima volta su una vettura Mercury nel 1964 su una versione ad alte prestazioni della Comet. La "Mercury Comet Cyclone", questo il suo nome, rimase sui listini fino al 1967. Questo modello venne dotato, dal 1964 al 1967, di un motore V8 da 4,7 L che fu poi installato anche sulle versioni più sportive della Ford Mustang. Dal 1966 sulla Comet Cyclone fu invece montato anche un V8 da 6,4 L, cilindrata che fu poi aumentata a 7 L nel 1969, ovvero nell'anno successivo a quello in cui la Cyclone diventò un modello a sé stante. Sempre nel 1969 fu lanciato un motore da 5,7 L. Nel 1968 fu invece introdotto un motore da 4,9 L. Questi quattro motori citati vennero comunque offerti in contemporanea, oppure alternativamente, in base agli anni ed alle versioni del modello. La potenza erogata dal motore da 7 L era di 390 CV; questa potenza fece ben figurare la Cyclone nelle competizioni organizzate alla fine anni sessanta.

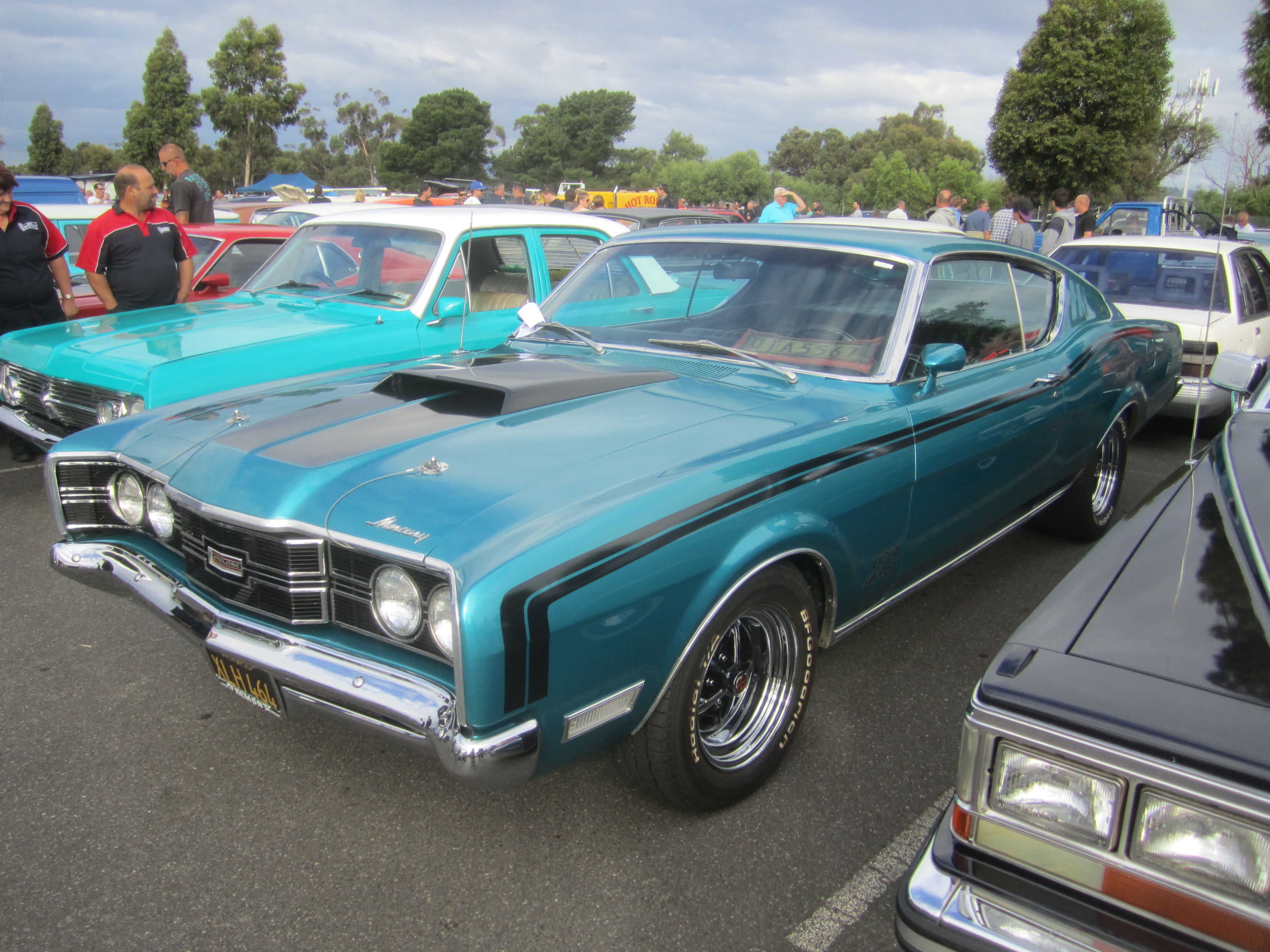
Una Cyclone Cobra Jet del 1969

Dal 1970 al 1971 fu disponibile la "Cyclone Spoiler", ovvero una versione a produzione limitata e con caratteristiche spiccatamente sportive che era dotata di spoiler anteriore e posteriore, di finiture speciali e di un differenziale autobloccante. La Cyclone fu anche disponibile nelle versioni "GT" e "Cobra Jet".
Nel 1971 la Cyclone fu integrata come modello ad alte prestazioni nella gamma della Montego con il nome di "Montego GT". Questa scelta fu fatta perché dal 1970 le normative sulle emissioni di gas inquinanti, negli Stati Uniti, furono inasprite. Per soddisfare i nuovi limiti, le case automobilistiche furono obbligate a depotenziare i loro motori. Così, per le muscle car iniziò un periodo di declino che portò, alla fine del decennio, alla loro scomparsa. Il 1971 fu pertanto l'ultimo anno di commercializzazione della Cyclone.
Nei sette anni in cui furono in produzione, di Comet Cyclone/Cyclone ne vennero assemblati in totale 90.526 esemplari. Di questi, 16.773 furono cabriolet due porte, mentre il resto furono coupé due porte. Di "Cyclone Spoiler" ne furono invece prodotti 2.384 modelli. Tutte le versioni erano a trazione posteriore.